# Fontenoy-le-Château
Fontenoy-le-Château – miejscowość i gmina we Francji, w regionie Grand Est, w departamencie Wogezy.
Według danych na rok 1990 gminę zamieszkiwało 729 osób, a gęstość zaludnienia wynosiła 21 osób/km² (wśród 2335 gmin Lotaryngii Fontenoy-le-Château plasuje się na 470. miejscu pod względem liczby ludności, natomiast pod względem powierzchni na miejscu 37.).